# Icnotaxón

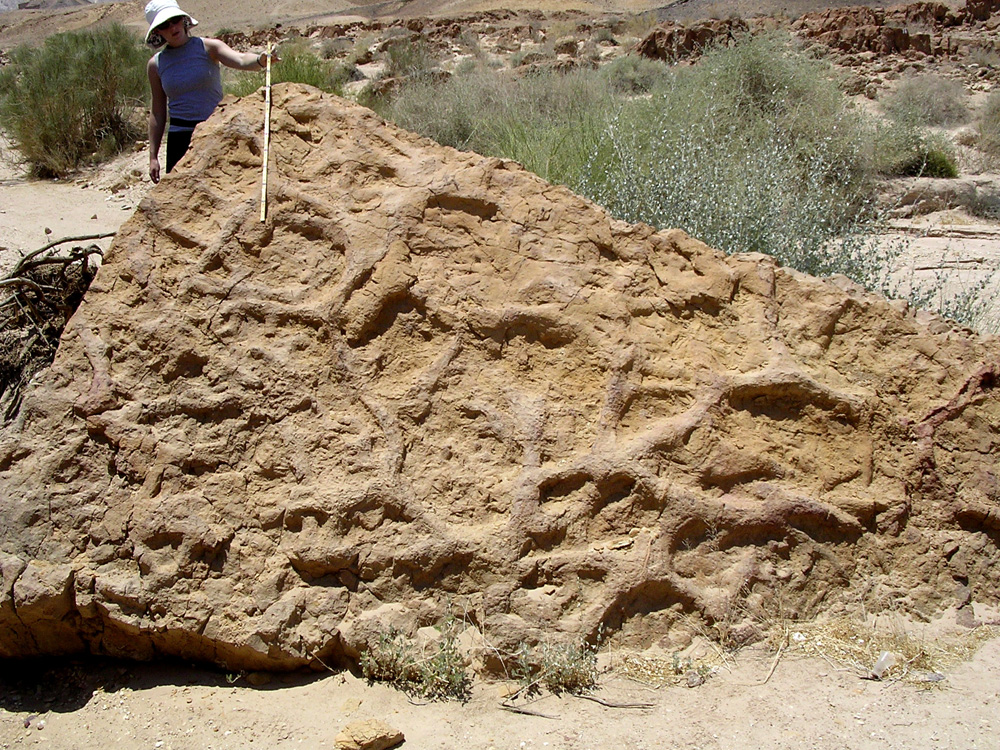
El icnogénero Thalassinoides: perforaciones producidas por crustáceos (ejemplo del Jurásico Medio de Israel). Se observan en relieve inverso, por la erosión diferencial de los materiales litificados del relleno de las icnitas y del sustrato original.

Los icnotaxones son nombres usados por los icnólogos para identificar y distinguir huellas fósiles morfológicamente diferentes. Se usan los rangos icnogénero e icnoespecie, de forma equivalente al género y especie de la taxonomía de Linneo para los organismos. El Código Internacional de Nomenclatura Zoológica define icnotaxón como «un taxón basado en la actividad fosilizada de un organismo».
Se emplean icnotaxones para clasificar y nombrar restos y señales fósiles, tales como madrigueras, orificios y perforaciones, pistas, rastros, coprolitos, gastrolitos, regurgitalitos, nidos, minas de hojas, señales de mordeduras, secreciones estructuradas de la actividad de organismos como capullos, cápsulas de pupas, telas de arañas y agallas de las plantas.